# 2020年亞丁襲擊
2020年12月30日，一架载有新成立的也门聯合政府成员的飞机降落在也门西南部的亚丁国际机场。当乘客下机时，机场響起了爆炸声和枪声，此次襲擊造成至少26人死亡，110人受伤，不過此次襲擊並未造成机上乘客受伤。襲擊發生後，也门新聯合政府成员迅速前往也門總統府马什克宫躲避。

## 背景
也門内战爆發後，胡塞武裝控制也門首都萨那，也门政府被迫驻扎在临时首都亚丁。2019年，南方过渡委员会攻占亚丁并迫使也門政府流亡至沙特阿拉伯 。
2020年12月，也门政府与南方過渡委員會在沙特阿拉伯的調解下组建了聯合政府。沙特調解的目的是结束内斗，以便双方能够在也門内战中共同打击胡塞武裝。2020年12月26日，由也门总理迈茵·阿卜杜勒马利克·赛义德领导的新聯合政府在沙特阿拉伯首都利雅得宣誓就职。

## 襲擊
2020年12月30日，一架也门飞机从沙特阿拉伯飞往也门西南部港口城市亚丁，机上载有包括总理在内的新成立的也门聯合政府成员以及沙特驻也门大使。机场大厅里挤满了迎接新聯合政府成员的也門官员以及平民。此外還有数百人聚集在停机坪上。当飛機上乘客下机时，巨大的爆炸声響起。
爆炸声響起後，数百名群众四處奔散，已經下飞机的聯合政府部长们有的跑回飞机，有的四處寻找掩体。袭击发生后，人们看到躺在停机坪和机场其他地方的尸体，机场候机楼冒出浓浓的烟雾。
襲擊造成至少26人死亡，110人受伤，其中33人伤势严重。遇難者中包括红十字国际委员会的3名成员（2名也门人和1名卢旺达人）、一名公共工程部副部长以及一名也门电视新闻频道Belqees TV的记者。所有伤亡人員都位於候机楼内。飞机上的所有乘客均未受伤。新聯合政府成員以及沙特大使迅速被送往亚丁的总统府马什克宫以确保安全 。

## 後續
也门外交部长艾哈迈德·阿瓦德·本·穆巴拉克最初将这次袭击归咎于胡塞武装，并称胡塞武装向机场发射了4枚弹道导弹，但其在发表声明时没有提供证据，胡塞武装也否认对此次襲擊负责。南部过渡委员会将责任归咎于卡塔尔和土耳其，西方國家官员表示，此次襲擊很有可能是胡塞武装所为，但不排除是阿拉伯半岛基地组织或其他也門南部分裂主义派别所為。也門总统阿卜杜拉布·曼苏尔·哈迪指示军方调查此次袭击事件。

## 反应
联合国秘书长安东尼奥·古特雷斯谴责了發生在亚丁国际机场的袭击事件，并向受害者家属以及也门政府和人民表示慰问。
包括埃及、约旦、土耳其、英国和美国在內的一些阿拉伯国家、伊斯蘭國家和西方国家都对机场袭击事件表示谴责 。

## 備註
1. ↑  胡塞运动被指控發動襲擊，但胡塞运动否認。阿拉伯半島基地組織同樣被懷疑是襲擊發動者[1]
2. ↑  President Hadi, who has been living in Riyadh after the Houthi rebels took control of Sanaa, was not aboard.[10][9]
3. ↑  There are conflicting reports regarding how many explosions there were, with reports ranging from two to four.[6][7]
4. ↑  It has also been reported that a government official referred to as "deputy minister of housing" or "undersecretary at the labour ministry" has been killed, but it is unclear if this person is the same as the deputy minister of public works.[19][7] 纽约时报, however, stated that it was the deputy transport minister who was reported dead.[8]